# Kanton Saint-Nicolas-de-Redon
Kanton Saint-Nicolas-de-Redon (fr. Canton de Saint-Nicolas-de-Redon) je francouzský kanton v departementu Loire-Atlantique v regionu Pays de la Loire. Tvoří ho čtyři obce.

## Obce kantonu
- Avessac
- Fégréac
- Plessé
- Saint-Nicolas-de-Redon